# 117P/Helin-Roman-Alu
117P/Helin-Roman-Alu 1, komet Jupiterove obitelji, u podskupini komet kvazi-Hildine obitelji.